# Martirio di quattro santi

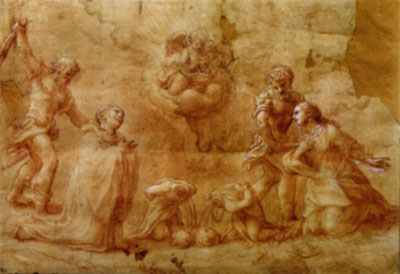
Il disegno preparatorio al Louvre

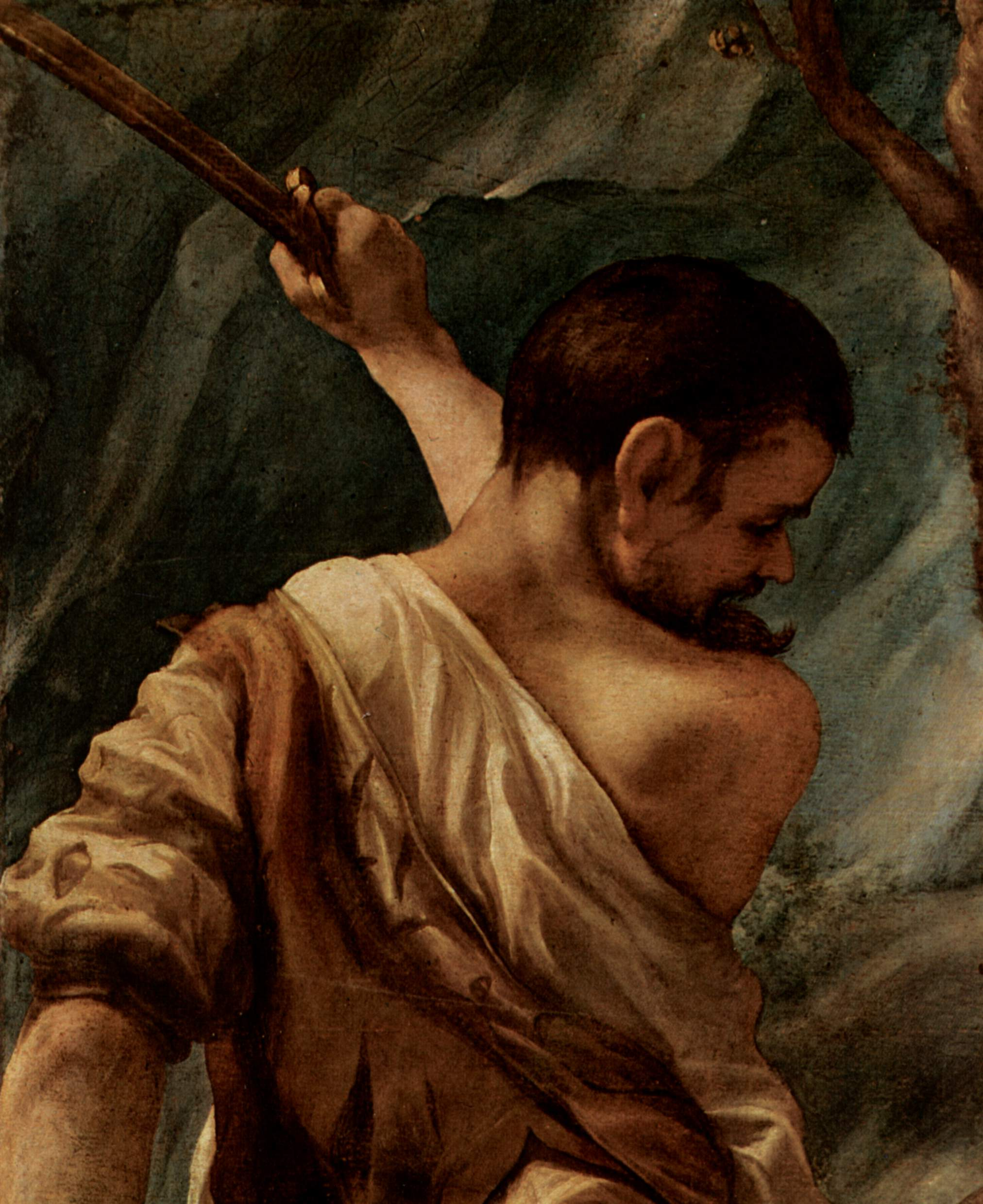
Dettaglio

Il Martirio di quattro santi è un dipinto a olio su tela (160×185 cm) di Correggio, databile al 1524 circa e conservato nella Galleria Nazionale di Parma. 
Con il Compianto sul Cristo morto faceva parte della decorazione della Cappella Del Bono nella chiesa di San Giovanni Evangelista. Le due tele decoravano le pareti laterali: il Compianto a destra e il Martirio a sinistra.

## Storia
Le due tele della Cappella Del Bono sono già citate nella prima edizione delle Vite di Vasari (1550) seppure con l'erronea collocazione nel Duomo di Parma. La commissione era decisamente importante e fu ottenuta probabilmente anche grazie al successo riscosso dall'imponente affresco della cupola della chiesa di San Giovanni che il Correggio aveva appena terminato.
Il committente era il nobile parmense Placido Del Bono.

## Descrizione e stile
Il soggetto del dipinto, assai poco frequente, è il martirio di quattro giovani, tutti figli del patrizio romano Tertullo, vissuti nel VI secolo: Placido e Flavia, in primo piano, Eutichio e Vittorino, sulla destra. Questi ultimi due, ancora adolescenti, sono già stati uccisi, mediante decapitazione; Placido sta per subire la loro stessa sorte, mentre Flavia viene trafitta al seno. Un angelo in volo tiene in mano la palma del martirio. L'uccisione dei quattro viene attuata dai pirati saraceni, sotto la guida di Manuca. Questa scelta iconografica fu fatta in omaggio al committente Placido del Bono.
Data la rarità del soggetto, Correggio non ebbe a disposizione una salda tradizione iconografica a cui fare riferimento e questa libertà si tradusse in un'occasione per impostare in maniera innovativa l'immagine.
Da un disegno preparatorio oggi conservato nel Louvre, si vede che l'artista aveva in un primo tempo ideato una soluzione più semplificata che prevedeva una disposizione rigorosamente simmetrica dei quattro santi, mentre al centro era collocato un piccolo putto assiso su una nuvola che portava la corona del martirio. Solo in un secondo momento Correggio dovette prestare attenzione al particolare punto di vista obliquo che avrebbe avuto lo spettatore davanti alla cappella. Ciò spinse l'artista a costruire l'immagine secondo una diagonale, collocando di spalle la figura di uno dei carnefici destinata così ad aprire, da sinistra, la scena, in un atteggiamento che incontrò grande interesse da parte di Niccolò dell'Abate, uno dei protagonisti più seducenti della “Maniera” emiliana in una pala per una chiesa di Modena, andata perduta, ma già apprezzata da Vasari.
Anche la gestualità delle figure dei martiri subì un significativo cambiamento dal disegno preparatorio all'opera finita. In particolare santa Flavia, che dapprima era stata rappresentata con il braccio destro portato al petto e il volto di profilo, assunse nel dipinto una posizione più frontale, con le braccia dischiuse e lo sguardo rivolto al cielo in accettazione dolce e remissiva del proprio martirio. Una gestualità che Correggio stesso riprese in anni assai prossimi a questi nella figura del Cristo dell'Orazione nell'orto e che affascinò, quasi un secolo più tardi, Federico Barocci.